# المسجد التوفيقي (بورسعيد)
المسجد التوفيقي هو أقدم المساجد التي بنيت في مدينة بورسعيد في مصر، بني سنة 1882 في عهد خديوي مصر الخديوي توفيق، ويقع المسجد في حي العرب.

## تاريخ المسجد
عندما قامت شركة قناة السويس باستقدام العمال المصريين لحفر القناة قامت ببناء مسجد لهم في قرية العرب سنة 1860م , وقد كان هذا المسجد عبارة عن شونة للأغلال عليها مئذنة، ولم تكن الخدمات في هذا المسجد على قدر أعداد المصلين المتزايدة .
وما لبثت محافظة بورسعيد منذ عام 1868 الاهتمام بهذا المسجد من حيث فرشه والاعتناء به، واستجابة لمطالب الأهالي فقد صدرت التعليمات في يونيو عام 1869 بإنشاء مسجد ببورسعيد على نفقة الحكومة المصرية. وقد واجهت محافظة بورسعيد عدة صعوبات إزاء تنفيذ إقامة هذا المسجد منها عدم توفر مواد البناء مثل الطوب والأخشاب وعدم توفر المياه اللازمة لعملية البناء وقد أدى تنازل شركة القناة عن المسجد الذي أقامته بالأرض المقام عليها إلى تأجيل تنفيذ الحكومة لهذا المسجد ومن ثم فقد إتجهت إلى إصلاح وتوسيع المسجد المقام بالفعل والعناية بفرشه وترتيب الموظفين من الدعاة وخدام المسجد اللازمين لإقامة الشعائر وخدمة المسجد وكذلك توفير زيت لإضاءته . ولم يصمد هذا المسجد المقام من الخشب طويلا إذ تسببت المجاري الخاصة به في خللة وتعطل إقامة الشعائر به وذلك لأنها كانت ضيقة ولعدم تفريغها بانتظام خارج المسجد وقد استغرق إصلاح المسجد عدة أشهر.
وعلى أثر وفاة إمام وخطيب المسجد في أكتوبر عام 1878 ومنعا لعدم تعطل صلاة الجمعة والجماعة فإنه لم يتم انتظار تعيين الأوقاف لإمام آخر إذ تقدم قاضي قضاة بورسعيد وعمد ووجهاء قرية العرب باختيار الشيخ عبد الرحمن أبي الحسن لهذه الوظيفة لما تميز به من سعة العلم وحسن الخلق وقدرته على الخطابة وإرشاد المسلمين لأمور دينهم وأحكامه وقد تمت الموافقة على هذا التعيين.
ومع إتساع بورسعيد وزيادة سكانها وبخاصة قرية العرب، فإن ذلك قد أوجب إنشاء مسجد آخر بها نظرا لتداعي وسقوط المسجد المقام، وعند زيارة الخديوي توفيق لبورسعيد في عام 1881 ورؤيته لمسجد القرية فقد لمس مدى ما يعانية المصلون من المشاق في وصولهم إليه والصلاة به، ومن ثم فقد أصدر أمرا إلى ديوان الأوقاف بإنشاء مسجد آخر وإنشاء مدرسة ملحقة به لتربية الأطفال، وقد أحتفل في السابع من ديسمبر عام 1882 بإقامة أساس هذا المسجد – المسجد التوفيقي - في موكب ضخم سار في أنحاء بورسعيد يتقدمه العلماء وعلى رأسهم الشيخ عبد الرحمن ابي الحسن شيخ علماء المسلمين ببورسعيد، والقاضي وأعيان المدينة وأرباب الطرق وامامهم الموسيقى.

## وصلات خارجية
- موقع تاريخ بورسعيد